# Loi du 19 juillet 1974 sur la gestion du culte islamique
 (décembre 2020).
La loi du 19 juillet 1974 sur la gestion du culte islamique est une loi qui vient compléter la loi du 4 mars 1870 sur le temporel des cultes et qui consacre la reconnaissance, la gestion ainsi que le financement du culte islamique en Belgique, permettant ainsi à la religion musulmane d'être mise au même niveau  que la libre-pensée et les religions catholique, protestante, anglicane, orthodoxe et juive”.

## Fondements historiques

### Fondements constitutionnels
La loi du 19 juillet 1974 puise sa source dans les articles 19, 20, 21 et 181 de la Constitution belge qui instituent respectivement : la liberté de culte et son exercice, l’interdiction de contraindre une personne à pratiquer un culte, le principe de la séparation entre l’État et les cultes, et la prise en charge par ce dernier des “traitements et pensions des ministres des cultes, ainsi que ceux des délégués des organisations reconnues qui offrent une assistance morale selon une conception philosophique non confessionnelle”.  

### Loi du 4 mars 1870 sur le temporel des cultes
La loi du 4 mars 1870 sur le temporel des cultes est la norme qui permet l'organisation et la reconnaissance des cultes en Belgique.
Entre 1831 et 1834, cette loi ne reconnaît que quatre cultes : le culte catholique , protestant, israélite et anglicane. Il faudra ensuite attendre 1974 pour que le culte islamique soit reconnu et ajouté à cette loi.

## Contexte de la loi

### Contexte national
Bien que la présence musulmane en Belgique ne soit pas récente puisqu’en 1830 des milliers de musulmans majoritairement issus du Maghreb et de la Turquie, étaient déjà présents sur le sol belge et qu’en 1910, la colonisation française dans cette région avait conduit à une nouvelle vague d’immigration de travailleurs musulmans, c’est l’immigration des années 1960 qui est le facteur central d’accroissement de la population musulmane en Belgique.
En effet après 1945, la Belgique est confrontée à la reconstruction de l’après-guerre ainsi qu’à la bataille du charbon. Pour y faire face et “dans le cadre de leur politique migratoire”, l’État lance un “appel massif de main d’œuvre » et c’est ainsi que les accords de février et juillet 1964 avec le Maroc et la Turquie ainsi que ceux de 1969 et 1970 avec la Tunisie et l'Algérie seront conclus.
Bien que cette immigration vise d’abord exclusivement les hommes, celle-ci s’élargit et des familles entières s'installent durablement en Belgique permettant l'accroissement du nombre de musulmans sur le territoire,.
Mais cela ne dure pas car le climat hostile et le chômage que génère la crise économique que connaît le pays le pousseront à stopper l’immigration à partir de août 1974. Seul le regroupement familial demeurera encore possible et les musulmans présents sur place envisagent de s'installer définitivement en Belgique. “Cette conscientisation” conduit alors “à une visibilité croissante de l'islam et des musulmans pratiquants dans l'espace urbain”, élément important dans le processus de reconnaissance du culte islamique.

### Contexte international
La Belgique est le premier pays européen à avoir juridiquement reconnu le culte islamique et s’est de ce fait très vite distinguée des autres pays européens sur la question. Cette reconnaissance précipitée n’est pas le résultat direct d’une “mobilisation sociale” de la part des immigrés musulmans présents sur le territoire puisque que cette immigration était “à l’époque (...) peu nombreuse” et “peu structurée sur le plan collectif”. Cette reconnaissance s’impose donc comme une solution face aux “rapports interétatiques” conflictuels de l’époque.
En 1973, le monde est plongé dans un premier choc pétrolier. En réponse au soutien militaire des États-Unis envers Israël durant la guerre de Kippour, plusieurs pays arabes décident ensemble de procéder à un “embargo sur le pétrole” destiné à l’Europe. C’est à la suite de cet événement que l’Occident se rend compte qu’il est directement dépendant des ressources pétrolières et que l’idée d’une reconnaissance d’un culte islamique par la Belgique pourrait être un moyen pour renforcer ses liens avec les pays arabes. De plus, cette idée semble également être un moyen de relancer le projet belgo-iranien de raffinerie de pétrole “Ibramco” qui avait été ébranlé par la crise de 1973,,.
Enfin, l’idée d’une reconnaissance du culte islamique avait déjà été évoquée avant la crise pétrolière de 1973, notamment lors des rencontres de juin 1967 entre la Belgique et le roi d’Arabie Saoudite de l’époque, Fayçal ben Abdelaziz Al Saoud. À la suite de ces échanges, le Centre islamique et culturel obtiendra en 1968 la personnalité juridique et le pavillon oriental du parc du Cinquantenaire sera “ promis aux communautés musulmanes”.

## Loi du 19 juillet 1974 et gestion du culte islamique
La loi du 19 juillet 1974 est la norme qui prévoit la “reconnaissance des administrations chargées de la gestion du temporel du culte islamique.” Elle vient insérer un article 19bis à la loi du 4 mars 1870 et est exécutée par l’arrêté royal du 3 mai 1978.
Enfin, la loi du 19 juillet 1974 a pour conséquences le financement mais aussi l'institution d’un organe représentatif chargé d’être l'intermédiaire entre l’État et la communauté musulmane.

### Travail législatif
Le 2 mai 1974, quatre sénateurs déposent au Sénat une proposition de loi qui porte reconnaissance au culte islamique. Cette proposition est examinée et approuvée, après quelques modifications pour mettre la proposition en accord avec la législation existante, par la commission de la Justice. Celle-ci a ensuite été approuvée unanimement par les sénateurs et ensuite par les députés, dans un souci de d’équité et de tolérance, comme une forme de reconnaissance vis-à-vis de ces immigrés venus aider le pays à se reconstruire et au vu du rôle central que l’islam avait dans la vie de ceux-ci.

## Gestion, tutelle et financement du culte islamique

### Gestion
Malgré la reconnaissance du culte islamique en 1974, il faudra attendre longtemps pour que l'État belge reconnaisse "les premières communautés locales et les mosquées" et prenne en charge "les salaires des ministres du culte qui leur sont attachés" et ce notamment à cause du mal qu’ont eu les musulmans et l’État « à faire émerger pour les premiers »  et « à reconnaître pour les seconds, un interlocuteur représentatif.”.
Tout d’abord, un premier Arrêté royal est adopté le 3 mai 1978 dans le but de permettre la reconnaissance de communautés islamiques par l’État à l’échelle provinciale. Cet arrêté prévoit notamment que cette reconnaissance doit mener à la création d’un comité “chargé de la gestion de ses intérêts temporels en matière de culte ainsi que de sa représentation dans ses rapports avec l'autorité civile” indispensable à la gestion du culte. Celui-ci devait être composé d’un imam premier en rang ou bien de son délégué.  
Néanmoins, cet Arrêté ne conduira ni à la reconnaissance des communautés islamiques ni à un quelconque financement.
Afin de pallier l’absence d’un organe représentatif du culte islamique, le CECLR, ancêtre de l’actuel Unia, proposera en 1989 des élections au sein du Centre culturel et islamique mais que le gouvernement de l’époque refusera.
Malgré ce refus, le Centre Islamique, influencé par des pays étrangers et chargé entre 1975 et 1990 du rôle de désignataire de la majorité des enseignants de religion islamique, organisera lui-même des élections mais le gouvernement décidera de ne pas reconnaitre l’organe élu et déchargera ensuite le Centre de son rôle dans le choix desdits enseignants.
Par la suite le gouvernement tentera de créer, à travers un autre Arrêté royal en 1990, un « Conseil provisoire des sages pour l’organisation du culte islamique en Belgique » chargé alors de deux grands rôles (consultatif et désignataire temporaire des enseignants).
Finalement, les négociations houleuses entre le Conseil et les pays musulmans engagés dans la gestion du culte islamique, alors gérés par le CECLR, permettront la formation, en 1993, d’une Assemblée constituante avec pour rôle principal la création d’un Exécutif provisoire des musulmans. La naissance de celui-ci permet d’offrir au culte islamique une forme de représentativité auprès du gouvernement belge tout en assurant une “absence de tendances trop radicales en son sein.” .

#### L'Exécutif des musulmans de Belgique
En 1998 l’Exécutif provisoire émet une proposition d’élections, organisées selon les modalitées prévues par deux Arrêté du 24 juin 1998 et du 24 septembre 1998, afin de créer “un organe chef de culte représentatif”. Au terme de celles-ci, une liste finale de candidats sera soumise à l’analyse de la Sûreté de l’État afin “ d’écarter les éventuels « intégristes »”.
Enfin, la reconnaissance de l’Exécutif des musulmans de Belgique comme organe représentatif du culte islamique se fera grâce aux arrêtés royaux du 3 mai 1999 et du 4 mai 1999.
Contrairement aux autres cultes, l’État belge sera plus exigeant dans la mise en place d’un organe représentatif pour le culte musulman.

### Tutelle
La loi du 4 mars 1870 dispose que le culte islamique est soumis à une tutelle provinciale sauf pour la Région de Bruxelles-Capitale,.
En effet, depuis les adoptions des lois spéciales de 2001 et de 2002, la région s’est vu attribuer les compétences du conseil provincial, du gouverneur de province ou de la députation permanente la rendant ainsi compétente dans la gestion et la reconnaissance des communautés locales.
De plus, “les décisions en matière de cimetières, de permis de bâtir et d’abattoirs halal sont prises au niveau local” et les communes ainsi que la Région de Bruxelles-Capitale possèdent “des compétences directes sur la gestion de certaines questions relatives au culte musulman”.
Le ministre de la justice possède la tutelle des administrations du culte islamique, moyennant l’autorisation du roi pour leur création, les opérations civiles qu'elles effectuent et l'acceptation des libéralités faites.
Enfin, la Communauté germanophone “se substitue au ministre de la Justice en ce qui concerne la tutelle sur les administrations de ces cultes”.

### Financement
L’ajout du culte islamique à la loi du 4 mars 1870 prévoyait :
- Le financement des ministres du culte ainsi que des aumôniers et des charges qui leur sont associées

- Le financement par les provinces “des communautés locales”[7], de “ l’organisation de cours de religion islamique dans les écoles officielles”[7] ainsi que des “bâtiments du culte et des frais”[7] qui leur sont liés.

Ces financements du culte islamique devaient être une compétence exclusivement provinciale mais au début des années 2000, le système de financement du culte islamique est revu et dès 2002, “le financement des communautés cultuelles” deviendra une compétence régionale et les traitements et les pensions des ministres du culte une compétence de l’Autorité fédérale.

#### Financement des ministres du culte et des aumôniers
Chaque mosquée, pour autant qu'elle soit reconnue, compte un ou plusieurs imams dits premier en rang “nommés auprès des communautés islamiques reconnues par les Régions”, qui sont à la charge de l’État qui s’occupe des traitements et des pensions des ministres des cultes; le budget pour ces derniers est le même pour tous les cultes. Les imams premiers en rang reçoivent également une indemnité de logement “payée par la province ou par la Région de Bruxelles-Capitale”.
Les aumôniers et ministres de cultes reconnus, chargés d’assurer l’instruction religieuse dans certains établissements, dont les prisons pour le culte islamique, peuvent aussi compter sur le soutien des pouvoirs publics.

#### Financement des communautés locales, des infrastructures et des cours islamiques
Les provinces sont compétentes en matière de financement des établissements publics, des travaux importants et “du déficit des communautés islamique”. Celles-ci peuvent également “financer de façon facultative la construction de lieux de culte ou soutenir des communautés islamiques non encore reconnues”.
L’organisation et le financement des cours de religion islamique dans l’enseignement officiel sont des compétences fédérales.
Enfin, l’EMB perçoit une aide financière de l’État qui couvre “la rémunération du personnel, le coût d’achat, de location et d’aménagement de locaux, le coût d’acquisition des équipements et fournitures nécessaires, ainsi que tous les autres frais de fonctionnement, directs et indirects” nécessaire à son activité.

## Réception de la loi

### Proposition de loi visant à mettre fin à la reconnaissance du culte islamique
Le 24 novembre 2008, une proposition de loi du Sénat, visant à modifier la loi du 4 mars 1870 ainsi que la loi du 2 août 1974 relative aux traitements des titulaires de certaines fonctions publiques et des ministres des cultes, est introduite afin que la loi de 1974 ainsi que tous les droits reconnus au culte islamique, qui en ont découlés, soient supprimés.
Les raisons invoquées par les dépositaires sont le manque de connaissances de l’Islam au moment de l’adoption de la loi en 1974, l’écart conséquent entre l’Occident et les traditions islamiques ainsi que l’intégration jugée impossible de l'Islam dans la société occidentale, combinée à l’hostilité de celle-ci envers les non-croyants. Cette religion porterait atteinte à l’ordre public et aux relations entre l’État laïc et la communauté musulmane. De plus, il est souligné que la Constitution belge n’oblige pas les pouvoirs publics à reconnaître toutes les religions.
Cette proposition sera rejetée par la Chambre des représentants.

## État des lieux
De 1970 à 1990, l’Autorité fédérale est restée peu entreprenante sur la question de la reconnaissance du culte islamique, ce qui explique que la Belgique fait encore face à de nombreuses lacunes en la matière. Cela a eu pour conséquences que les communes, compétentes dans la gestion du temporel des cultes, ont été amenées à prendre des décisions relatives au culte islamique, sans avoir pour certaines matières, les bases légales nécessaires pour le faire de manière uniforme sur le territoire belge. De ce fait, il existe plusieurs disparités entre elles, les décisions ayant été prises alors sur base d’autres facteurs, locaux ou parfois populistes.
Il manque donc, en la matière, de nombreuses dispositions pour permettre à la Belgique d’en avoir une gestion homogène et complète.
Le problème de l'extrémisme, qui mènera aux attentats du Musée Juif de 2014 et de Bruxelles en 2016, poussera les autorités belges à prendre des mesures pour lutter contre le terrorisme et avoir plus de contrôle sur le culte islamique, mais ceci pourrait entrainer des inégalités. En effet, si le contrôle se fait de manière linéaire et strictement porté sur les institutions musulmanes, les droits fondamentaux et le devoir de neutralité de l’État face aux religions seraient bafoués.
Il conviendrait donc que l’État prenne des initiatives “ si possible en coopération avec des organismes représentatifs des musulmans d’Europe, afin de rencontrer, de manière qualitative et quantitative, tant les besoins spirituels légitimes des citoyens de culte musulman que la prérogative étatique du maintien de l’ordre public et de la “paix entre les religions, les philosophies et les modes de vie différents” ”.

### Lois et arrêtés royaux
- « Loi du 19 juillet 1974 portant reconnaissance des administrations chargées de la gestion du temporel du culte islamique », M.B.,‎ 23 août 1974
- « Loi du 4 mars 1870 sur le temporel des cultes », M.B.,‎ 9 mars 1870
- « Loi spéciale portant transfert de diverses compétences aux régions et communautés », M.B.,‎ 3 août 2001
- « Arrêté royal portant organisation des comités chargés de la gestion du temporel des communautés islamiques reconnues », M.B.,‎ 6 mai 1978
- « Arrêté royal du 16 novembre 1990 Conseil provisoire des Sages pour l'organisation du culte islamique en Belgique », M.B.,‎ 24 novembre 1990
- « Arrêté royal du 3 mai 1999 portant reconnaissance de l’Exécutif des Musulmans de Belgique », M.B.,‎ 20 mai 1999
- « Arrêté royal du 4 mai 1999 portant reconnaissance des membres de l’Exécutif des Musulmans de Belgique », M.B.,‎ 1er juillet 1999
- « Ordonnance du 18 juillet 2002 portant diverses réformes en vertu de la loi spéciale du 13 juillet 2001 portant transfert de diverses compétences aux régions et aux communautés », M.B.,‎ 7 août 2002
- « Proposition de loi modifiant la loi du 4 mars 1870 sur le temporel des cultes en vue de mettre fin à la reconnaissance du culte islamique et modifiant la loi du 2 août 1974 relative aux traitements des titulaires de certaines fonctions publiques et des ministres des cultes », Doc., Parl., Sén., no 4 1025/1,‎ 24 novembre 2008

### Articles
- Hassan Boussetta et Brigitte Marechal, L’islam et les musulmans en Belgique : enjeux locaux et cadres de réflexion globaux, 2003, p. 1-26
- François Thoreau, Le financement public des cultes et de la laïcité́ en Belgique : quelles évolutions pour le pluralisme philosophique ?, p. 1-82
- Saïd Ouled El Bey et Altay Manço, Implantation et reconnaissance de l’islam en Belgique : la problématique du financement et du contrôle, Liège, 2017, p. 1-7
- Caroline Sägesser, « L’organisation et le financement public du culte islamique : Belgique et perspectives européennes », Courrier hebdomadaire du CRISP, vol. 2459-2460, nos 14-15,‎ 2020, p. 5-72
- Ural Manço et Meryem Kanmaz, « De la pathologie au traitement : la gestion municipale de l'Islam et des musulmans de Belgique », Cemoti, no 33,‎ 2002, p. 57-90
- Pierre Blaise et Albert Martens, « Des immigrés à intégrer : choix politiques et modalités institutionnelles », Courrier hebdomadaire du CRISP, vol. 1358-1359, nos 13-14,‎ 1992, p. 1-72
- Brigitte Maréchal et Farid El Asri, « Islam belge en mouvement : quelques cadrages de réalités complexes », Islam belge au pluriel, Presses universitaires de Louvain,‎ 2012, p. 1-327
- Caroline Sagesser et Vincent de Coorebyter, « Cultes et laïcité en Belgique », Dossier no 51,‎ 2000, p. 1-36
- « Union des Villes et Communes de Wallonie », Les cultes,‎ 3 janvier 2017, p. 1-8 (lire en ligne, consulté le 30 novembre 2020)
- « Vade-mecum à l'usage des gestionnaires de mosquée en région Wallonne », ORBi Université de Liège,‎ janvier 2011, p. 1-54 (lire en ligne, consulté le 8 décembre 2020)
- Corinne Torrekens, « L’islam à Bruxelles », Éditions de l'Université de Bruxelles,‎ 2019, p. 1-199
- Caroline Sägesser, « Le temporel des cultes depuis sa régionalisation », Courrier hebdomadaire du CRISP, vol. 1968, no 23,‎ 2007, p. 5-50
- Caroline Sägesser et Corinne Torrekens, « La représentation de l'islam », Courrier hebdomadaire du CRISP, vol. 1996-1997, nos 11-12,‎ 2008, p. 5-55
- Pierre Blaise et Vincent de Coorebyter, « L'islam et l'école : Anatomie d'une polémique », Courrier hebdomadaire du CRISP, vol. 1270-1271, nos 5-6,‎ 1990, p. 1-87
- Anne Frennet-de Keyser, « La convention belgo-marocaine du 17 février 1964 relative à l'occupation de travailleurs marocains en Belgique », Courrier hebdomadaire du CRISP, vol. 1803, no 18,‎ 2003, p. 5-46